# 鄭爲虹
鄭為虹（1622年—1646年），字天玉，直隸揚州府江都縣人，明末及南明政治人物。

## 生平
崇禎十五年（1642年）壬午科應天鄉試舉人，十六年（1643年）聯捷癸未科進士，工部觀政，十七年授廣東昌化縣知縣，未赴任，十二月改授福建浦城縣知縣。明亡，唐王朱聿鍵在福州府即位，鄭為虹任監察御史，與兵科給事中黃大鵬同守仙霞嶺，兵敗被清軍處死，年僅二十五歲。《明史》有傳。

## 家族
曾祖鄭景濂，儒官。祖父鄭之彦，附例太學生。父鄭元化，勳衛。叔父鄭元勳，同科進士。

## 延伸阅读
[在维基数据编辑]
 《明史卷二百七十七》，出自《明史》

| 官衔          | 官衔                    | 官衔          |
| ------------- | ----------------------- | ------------- |
| 前任： 劉明孝 | 明朝浦城縣知縣 崇禎年間 | 繼任： 周家偉 |